# Sklaverei im Islam

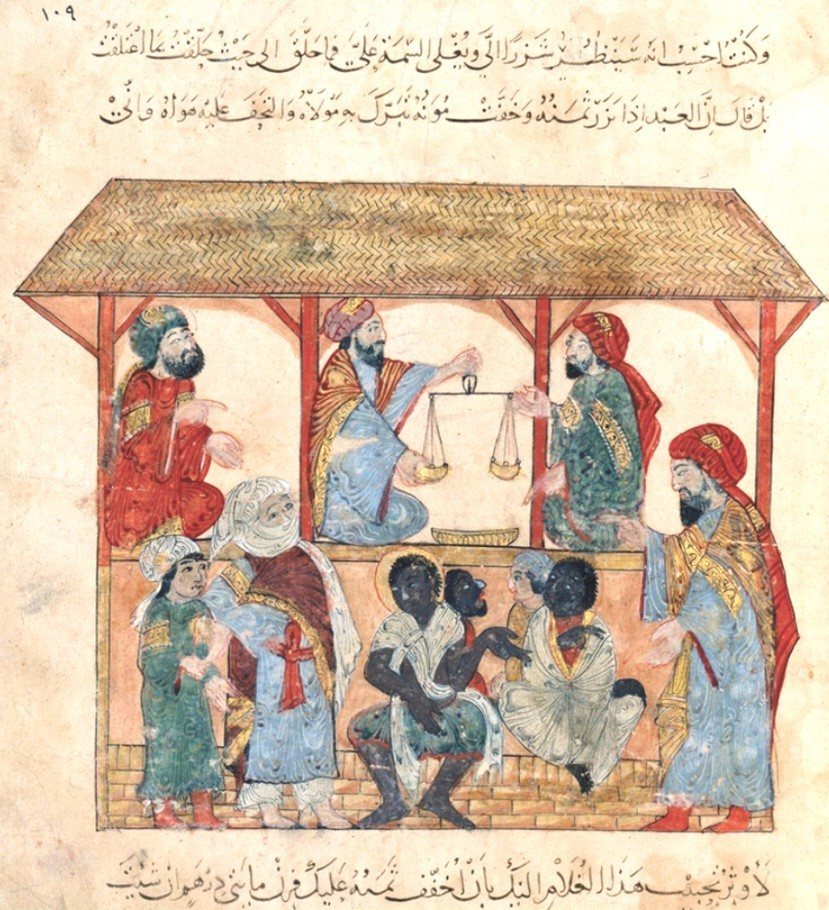
Illustration von Yahya ibn Mahmud al-Wasiti zu den Maqāmāt von al-Hariri. 34. Maqāma: Sklavenmarkt in Zabid im Jemen, 13. Jahrhundert (Französische Nationalbibliothek).

Der Islam hat die Sklaverei in der Region seiner Entstehung als fest verankerte Institution vorgefunden und beibehalten. Mohammed und seine Zeitgenossen besaßen, erbeuteten, erwarben, verkauften und befreiten Sklaven oder benutzten Sklavinnen als Konkubinen. Über die Jahrhunderte waren der Sklavenhandel und die Sklavenarbeit wichtige Wirtschaftsfaktoren in der islamischen Welt. Sie wurde erst durch die kolonialistische Einflussnahme der europäischen Staaten, die sich ab dem frühen 19. Jahrhundert bemerkbar machte, schrittweise in den meisten muslimischen Staaten abgeschafft. Bis heute existieren aber in einzelnen mehrheitlich islamischen Ländern sklavereiähnliche Rechtsverhältnisse fort.

## Begrifflichkeit
Der Sklave wird im Arabischen als ʿabd  (vgl. Sure 2:178), raqaba oder mamlūk (siehe dazu Mamluken) bezeichnet. Im Koran werden Sklaven häufig auch mit der Bezeichnung „was eure rechte Hand besitzt“ (mā malakat aimānu-kum, z. B. Sure 24:33) umschrieben. Eine Sklavin wird im Arabischen als dschāriya (جارية / ǧāriya) oder ama (امة) bezeichnet. Eine Sklavin, die als Konkubine diente, wird surrīya سرّية genannt. Sklaverei als solche heißt auf Arabisch riqq.

## Aussagen im Koran
Der Koran betrachtet die Unterscheidung zwischen Herren und Sklaven als Teil der göttlichen Ordnung, beschreibt jedoch die Freilassung von Sklaven als wohltätigen Akt. So billigt der Koran auch das Konkubinat des freien Mannes mit seiner Sklavin (Sure 4:3; 4:24f; Sure 23:6; Sure 70:30). Allerdings werden die Menschen angehalten, die Sklaven gut zu behandeln (Sure 4:36) und sie zu verheiraten (24:32). Außerdem ist die Freilassung von Sklaven (arab. ʿitq) als Wiedergutmachung für verschiedene Vergehen vorgesehen. Ein muslimischer Sklave soll als Sühne für die unabsichtliche Tötung eines Gläubigen freigelassen werden (4:92). Ferner wird die Freilassung als Sühneleistung für Eidbruch (5:89) und Widerruf einer Scheidung (Sure 58:3) vorgeschrieben. In Sure 24:33 werden die Gläubigen aufgefordert, ihren Sklaven, die einen Freibrief (kitāb) begehren, einen solchen auszustellen, ihre Sklavinnen aber nicht als Prostituierte arbeiten zu lassen. Der Freikauf fremder Sklaven wird auch als Akt der Wohltätigkeit empfohlen (2:177).

## Sklaverei im islamischen Recht

### Allgemeine Regeln
Genauere Regeln zum Sklavenrecht wurden im Islam zum ersten Mal im Rahmen der Siyar-Literatur ausgearbeitet. Hier wurde zum Beispiel geregelt, in welchen Fällen Menschen versklavt werden durften, was mit entlaufenen oder vom Feind erbeuteten Sklaven zu geschehen hat, wenn diese wiedergefunden werden usw. Ein freier Muslim kann nicht versklavt werden. Der Übertritt zum Islam ändert den Sklavenstatus nicht.
Im Unterschied zum römischen Recht, das den Sklaven ausschließlich als Eigentum seines Herrn betrachtet, sind Sklaven nach islamischem Recht Mensch und Sache zugleich. Als Eigentum ihrer Besitzer können sie nach Belieben verschenkt, verliehen, verpfändet, vererbt oder verkauft werden. Andererseits haben sie Anspruch auf gute Behandlung, Versorgung und Verpflegung. In einer Überlieferung von Buchari erklärt Mohammed:

„Eure Sklaven sind eure Brüder. Gott hat sie unter euren Befehl gestellt. Wer nun die Oberhand über seinen Bruder hat, der soll von dem zu essen geben, was er selbst isst, und ihm Kleidung geben, die er selbst trägt. Tragt ihnen nicht auf, was ihre Kraft übersteigt. Und wenn ihr es doch tut, so helft ihnen!“

Grundsätzlich galt Sklaverei als Strafe für bewusst gelebten Unglauben, doch wurde er nicht konsequent durchgehalten: Auch strafunmündige Kinder wurden in Sklaverei gehalten, und eine Konversion zum Islam, zu der ein Sklave auch mittels Körperstrafen gezwungen werden durfte, zog nicht automatisch die Freilassung nach sich.
Muslimische Sklaven waren den freien Muslimen auch in religiöser Hinsicht gleichgestellt. Sie waren allerdings jener Pflichten enthoben, für die Bewegungsfreiheit unabdingbar war (Freitagsgebet, Wallfahrt, Dschihad) Von größerer juristischer Bedeutung war, dass Sklaven nicht als Zeuge vor Gericht aussagen und kein Eigentum erwerben können. Im Auftrag ihres Herrn können sie jedoch Geschäfte tätigen.
Ehen zwischen Freien und Sklaven sind erlaubt. Für die Heirat brauchen Sklaven aber die Zustimmung ihres Herrn. Die Kinder einer verheirateten Sklavin gehören ihrem Herrn, auch wenn ihr Ehemann ein freier Mann ist. Aus diesem Grunde unterliegt eine solche Ehe vielen rechtlichen Beschränkungen und wird nur unter bestimmten Bedingungen erlaubt. So muss für den Mann die Gefahr der Unzucht bestehen oder (und?) der Bräutigam muss ledig und außerstande sein, den Brautpreis für eine freie Frau zu entrichten. Die Sklavin muss Muslimin sein. Reguläre Ehen zwischen Besitzern und Sklaven sind verboten. Eine Heirat ist jedoch möglich, wenn der Sklave von seinem Besitzer freigelassen wird. Nach Auffassung einiger Rechtsschulen dürfen männliche muslimische Sklaven höchstens zwei Frauen heiraten.
Während sexuelle Beziehungen zwischen einem Muslim und seiner Sklavin erlaubt waren, waren solche zwischen einer Muslimin und ihrem Sklaven verboten. Der sexuelle Verkehr eines Muslims mit der Sklavin eines anderen Besitzers wird als Unzucht betrachtet und entsprechend geahndet.

### Die Umm Walad
Für die umm walad (أمّ ولد / ‚Kindesmutter‘), die Sklavin, die ihrem Herrn ein Kind geboren hat, gelten im klassischen islamischen Recht spezielle Regeln: sie darf nicht mehr verkauft werden und wird nach dem Tod ihres Herrn frei. Auch das Kind aus dieser Verbindung ist frei. Die Umm Walad hatte aber nie den gleichen sozialen Status wie eine freie Frau. Die Söhne solcher Sklavenmütter wurden, insbesondere in frühislamischer Zeit, als hudschanā'  („Bastarde“) bezeichnet.

### Freilassung
Ein Sklave kann durch eine testamentarische Verfügung freigelassen werden (arab. tadbīr). Der Sklave wird in diesem Fall frei, sobald der Herr gestorben ist. Eine solche Verfügung kann nach herrschender Meinung nicht widerrufen und der Sklave danach nicht mehr verkauft oder verschenkt werden. Sklaven können mit ihrem Herrn auch einen Loskaufvertrag (mukātaba) abschließen. Der Loskauf erfolgt in diesem Fall üblicherweise in Raten. Der Sklave wird dann zwar sofort frei, was die Verfügungsgewalt seines Herrn über ihn anlangt. Hinsichtlich des Rechtsstatus erlangt er die Freiheit allerdings erst nach Erfüllung des Vertrags. Bis dahin hat er auch keine volle Verfügungsgewalt über seinen Besitz. Ein Anspruch auf einen solchen Loskauf besteht nicht. Der Mukātab, also der Sklave, der mit seinem Herrn einen Loskaufvertrag abgeschlossen hat, hat Anspruch auf Unterstützung aus dem Ertrag der Zakāt bzw. Sadaqa. Durch die Freilassung entsteht ein Klientelverhältnis zwischen dem Sklaven und seinem ehemaligen Herrn mit erbrechtlichen Folgen.
Die Freilassung eines Sklaven gilt im Islam als gottgefälliges Werk (qurba). Sie bewahrt laut einer Überlieferung des Propheten Mohammed vor dem Höllenfeuer: „Wer einen Sklaven (Var.: muslimischen Sklaven / gläubigen Sklaven) frei lässt, wird vom Höllenfeuer befreit werden.“

## Sklavenhaltung in der islamischen Geschichte

### Mohammed
Es ist nicht zu erkennen, dass Mohammed die Absicht hatte, die Sklaverei abzuschaffen. Ein berühmter Fall der Versklavung eines Stammes aus der Frühzeit des Islam sind die Banu Quraiza. Dieser jüdische Stamm aus Yathrib/Medina wurde nach der Grabenschlacht von den Muslimen unter Führung Mohammeds angegriffen. Nachdem die Banu Quraiza aufgegeben hatten, wurden die Männer des Stammes geköpft und die Knaben, Frauen und Mädchen versklavt. Ibn Ishaq beschreibt die Teilung der Beute folgendermaßen:
Der Prophet verteilte den Besitz, die Frauen und die Kinder der Banu Quraiza unter den Muslimen. Er legte fest, welche Anteile an der Beute jeweils den Reitern und den Unberittenen zustanden, und behielt selbst ein Fünftel ein. […] Die gefangenen Frauen und Kinder aus dem Fünftel schickte er mit dem Helfer Sa'd ibn Zaid in den Nadjd und tauschte sie gegen Pferde und Waffen ein. Eine der gefangenen Frauen, Raihana bint 'Amr, behielt der Prophet für sich selbst. Sie blieb in seinem Besitz, bis er starb.
Im Fall der Banū l-Mustaliq bot Mohammed Dschuwairiya bint al-Hārith, die mit ihren Stammesgenossen den Muslimen als Beute in die Hände gefallen war und die ihn um Hilfe bei ihrem Freikauf bat, die Heirat an. Daraufhin ließen die Muslime die Sklaven und Sklavinnen, die zu ihrem Beuteanteil gehörten, frei. Sie wollten keine Stammesgenossen einer Prophetengattin als Sklaven besitzen. Kalif Umar verbot es später allgemein,  Araber zu versklaven.

### Sklavenquellen
Insgesamt ist die Geschichte der Sklaverei im islamischen Orient aufgrund der Weiträumigkeit und der ethnischen, kulturellen und politischen Vielfalt des Gebiets sehr unterschiedlich ausgeprägt. Das ergiebigste Sklavenreservoir war über Jahrhunderte Subsahara-Afrika, insbesondere etwa die Sudan-Region, wo ebenfalls regelrechte Sklavenjagden unternommen wurden, hier von den Muslimen selbst.
In die Frühzeit der islamischen Expansion gehören auch die aus Ostafrika nach Mesopotamien deportierten Sklaven, die „Zandsch“ genannt wurden. Als „Schwarze“ gehörten sie auf die niedrigste soziale Stufe und hatten Schwerstarbeit bei der Trockenlegung der Salzsümpfe für die Einrichtung von Plantagen am Euphrat zu verrichten. Sie sorgten in der Abbassidenzeit für ein ähnlich herausragendes Ereignis wie der von Spartacus angeführte Sklavenaufstand in Rom: Nach schnell niedergeschlagenen Revolten in den Jahren 689, 690 und 694 leitete Ali ben Muhammad, ein arabischer Dichter und Lehrer, der sich als Verwandter Mohammeds ausgab und sich selbst zum Mahdi („Messias“) ausgerufen hatte, den 14 Jahre dauernden Aufstand der Zandsch von 869 bis 883.
Für Europa brachte die Islamische Expansion 711 die Eroberung der iberischen Halbinsel, deren muslimisch kontrolliertes Gebiet Al-Andalus genannt wurde. Von dort aus wurde Sklavenhandel mit den nördlich angrenzenden christlichen Ländern betrieben, zu denen die moslemischen Kaufleute als Feinde des christlichen Abendlandes keinen direkten Zugang suchten. Alle in Europa noch nicht christianisierten Völker, zu denen im 8. Jahrhundert etwa noch die von Karl dem Großen bekriegten Sachsen gehörten, wurden zum Ziel für christliche Sklavenjäger, da hellhäutige Europäer begehrtes und gewinnbringendes Handelsgut mit Al-Andalus waren. Im 10. Jahrhundert wurden die Sachsen selbst zu Sklavenjägern in den benachbarten Slawengebieten und belieferten vor allem (umstritten) über die Vermittlung jüdischer Fernhändler, nämlich der Radhaniten, die moslemischen Kunden. Wichtigste Zentren des Handels und der Verteilung waren vor allem das zum Ostfrankenreich gehörende Verdun im Westen und das böhmische Prag im Osten, wo die jungen gefangenen männlichen Slawen über Kastration in die in der islamischen Welt besonders begehrten und entsprechend teuren Eunuchen verwandelt wurden. Die Erträge aus dem Sklavenhandel mit der islamischen Welt erreichten ein solches Volumen, dass sie vom 9. bis ins 11. Jahrhundert zu einem entscheidenden Faktor des Aufschwungs für das wirtschaftlich daniederliegende Abendland wurden.

### Sklavenverwendung und Umfang
Der massierte Einsatz von Sklaven in Arbeitskollektiven war im islamisch-arabischen Raum wenig üblich. In der Landwirtschaft (Dattelpalmen, Gartenwirtschaft in den Oasen) und der nomadischen Viehzucht lebten die Sklaven in die Haus- oder Familiengemeinschaften der Sklavenhalter integriert. Eine Ausnahme waren die erwähnten Zandsch, jene aus Ostafrika verschleppten Schwarzen, die in der Zeit des Abbasidenreiches in den Salzsümpfen des heutigen Irak in großen Kollektiven in Salinen, bei der Urbarmachung und auf Plantagen für die Zuckerherstellung arbeiteten. Im Jahr 869 begannen sie ihren mehrjährigen Aufstand, der das Kalifat der Abbasiden an den Rand des Untergangs führte, aber niedergeworfen werden konnte und zum Ende des Sklaveneinsatzes in der Plantagenwirtschaft beitrug. Egon Flaig vertritt mit Berufung auf Bernard Lewis die Auffassung, der „Hautfarben-Rassismus“ sei erstmals in der islamischen Welt aufgetreten und zwar gegenüber ostafrikanischen Schwarzen und europäischen Weißen, die – und das wäre das historisch Neue gewesen – aufgrund ihrer Hautfarbe als von Natur aus anders und unterlegen bewertet wurden, womit ihre Versklavung gerechtfertigt wurde. Vertreten wurden diese Vorstellungen aber nicht von islamischen Klerikern der religiösen Orthodoxie, diese war vielmehr „antirassistisch und hatte die natürliche Gleichheit der Menschen“ als Grundlage. Vielmehr hätten Gelehrte wie Ibn Khaldun oder Avicenna solche Ideen entwickelt.
Unter dem Abbasiden-Kalif Hārūn ar-Raschīd gehörten viele Sklavinnen dem damals bereits etablierten Harem an. Langfristig bedeutend für den Verlauf der islamischen Geschichte wurden türkische Militärsklaven, die in Bagdad insbesondere von dem Kalifen Al-Mutasim eingestellt wurden, um als Prätorianergarde den Herrscher zu beschützen und das Heer zu verstärken. Später übernahmen solche „Mamelucken“ an verschiedenen Orten des islamischen Kulturkreises die Herrschaft und gründeten – wie etwa die Ghaznawiden – eigene Dynastien. Eine besondere Form dieser Sklaverei war die Knabenlese im Osmanischen Reich. Dabei wurden Knaben aus christlichen Provinzen ihren Familien als zu zahlende Abgabe weggenommen, ausgebildet und zwangsislamisiert. Diese Männer bildeten die Grundlagen des Janitscharen-Korps und der Verwaltung des Reiches und konnten in höchste Staatsämter aufsteigen. Auch viele Herrscher in der islamischen Geschichte waren Söhne von Sklavinnen. Der Schriftsteller Antoine de Saint-Exupéry verarbeitete die Begegnung mit der Sklaverei Nordafrikas in seinem Buch Wind, Sand und Sterne.
Der amerikanische Historiker Robert C. Davis veröffentlichte 2004 eine Untersuchung über die Versklavung durch Muslime im Mittelmeerraum – aber auch darüber hinaus bis nach England und Island –, wo zwischen 1530 und 1780 1,25 Mio. Christen den Piraten des Maghreb zum Beispiel aus Algier, Tunis und Tripolis in die Hände gefallen sein sollen. In Algier fand die Piraterie erst mit der Eroberung durch Frankreich 1830 ein Ende. Die Zahl der von 1500 bis 1890 aus Ostafrika importierten Sklaven wird auf 6,85 Millionen Menschen geschätzt. Laut dem Historiker Egon Flaig übertrafen die Sklavenimporte der islamischen Welt jene des Römischen Reiches bei weitem, was die Versklavungsprozesse so anheizte, „wie es bis dahin in der Weltgeschichte noch nie geschehen war“.

## Abschaffung der Sklaverei ab dem 19. Jahrhundert
Die systematische islamische Sklavenjagd endete erst durch die Eingriffe und Verbote der Kolonialmächte. In Deutsch-Ostafrika beendete Hermann von Wissmann 1895/96 militärisch die Versklavung der einheimischen Afrikaner und den Menschenhandel. „Aber in Gebieten, die dem Zugriff der Kolonialmächte entzogen blieben, gedieh der Sklavenhandel in der Illegalität; und die Sklavenrazzien der moslemischen Händler gingen bis in die 1920er-Jahre weiter.“
Der erste muslimische Herrscher, der die Sklaverei auf seinem Territorium abschaffte, war Ahmad I. al-Husain, von 1837 bis 1855 der Bey von Tunis. Er versuchte, seinen Staat technisch zu modernisieren und griff dabei auf französische Unterstützung zurück. Im Jahr 1841 verbot er den Sklavenhandel, schloss die Sklavenmärkte, ließ seine eigenen Sklaven frei und stellte die Entsendung von Sklaven als Tributzahlung nach Istanbul ein. 1846 ordnete er an, dass jeder Sklave, der dies wünsche, freizulassen sei. 6.000 bis 30.000 Sklaven kamen hieraufhin frei.
Im Osmanischen Reich wurde 1854/55 auf Druck der europäischen Großmächte ein Edikt zum Verbot des Sklavenhandels erlassen. Daraufhin kam es allerdings zu Protesten von Händlern im Hedschas, die das Verbot der Sklaverei als anti-islamisch verurteilten. Im Auftrag des Scherifen gab der führende Gelehrte von Mekka eine Fatwa heraus, in der er die Türken zu Apostaten erklärte und zum Dschihad gegen sie aufrief. Als es infolgedessen im Hedschas tatsächlich zu einem anti-osmanischen Aufstand kam, wurde der Hedschas in dem osmanischen Erlass von 1857, der die Sklaverei verbot, ausgenommen.
In Indien, wo die Briten bis 1862 die Sklaverei abschafften, argumentierten einige modernistische muslimische Gelehrte wie Sayyid Ahmad Khan, dass der Islam selbst die Sklaverei schon abgeschafft habe. Diese Abschaffung sei stufenweise im Koran erfolgt. Am Ende stehe der bei der Einnahme von Mekka (im Januar 630) offenbarte Freiheitsvers (āyat al-ḥurrīya) von Sure 47:4, der die Muslime dazu auffordere, Kriegsgefangene entweder auf dem Gnadenweg oder gegen Lösegeld freizulassen.
Der Imam Abdul Kader Kan (1725–1806) von Fouta Toro unterband den innermuslimischen Sklavenhandel mit dem Emirat Trarza im Süden des heutigen Mauretaniens wie mit den französischen Kolonialisten.
Sklavenmärkte wie etwa jener in Sansibar, der vor allem die Emirate Arabiens belieferte und erst von den Briten geschlossen wurde, oder solche in Zentralasien hielten sich bis ins späte 19. Jahrhundert. Noch zu Anfang des 20. Jahrhunderts berichteten Orientreisende wie Christiaan Snouck Hurgronje über den Sklavenmarkt in Mekka. Saudi-Arabien schaffte erst 1963 die Sklaverei offiziell ab.
Besonders schwierig gestaltete sich die Abschaffung der Sklaverei in Mauretanien. Hier gab es im 20. Jahrhundert drei Initiativen zu ihrer Aufhebung, ohne dass sich in der Praxis viel verändert hätte: 1905 (französisches Kolonialdekret), 1960 (Erlangung der Unabhängigkeit) und zum dritten Mal im Jahr 1980. 23 Jahre später, im Jahr 2003, wurde ein Gesetz gegen den Menschenhandel erlassen, das Wort Sklaverei wurde aber vermieden. Im August 2007 verabschiedete der damalige Präsident Sidi Mohamed Ould Cheikh Abdallahi ein Gesetz, das Sklaverei erstmals unter Strafe stellt. Das ist das vierte Mal, dass das Thema Sklavenhaltung in einem Gesetzestext erwähnt wurde. Das Gesetz war bei den abstimmenden Parlamentariern heftig umstritten. Das letzte Gesetz zur Abschaffung der Sklaverei in Mauretanien wurde am 8. August 2007 verabschiedet.

## Fortbestand von Sklaverei in der Gegenwart
Noch heute gibt es in einzelnen Regionen der islamischen Welt Formen der Sklaverei, dazu gehören die Sklaverei im Sudan und andere, religiös oder nicht religiös begründete Formen der Unfreiheit. Auch Dubai machte 2006 von sich reden, als in Miami (Florida) ein Prozess gegen Emir Scheich Muhammed bin Raschid Al Maktum wegen organisierter Sklaverei mit 30.000 in den letzten 30 Jahren versklavten Kindern geführt werden sollte, der aber 2007 wegen Unzuständigkeit des Gerichts eingestellt wurde. Parallel dazu einigte sich Dubai mit UNICEF darauf, 1.000 als leichtgewichtige Kamel-Jockeys missbrauchte Kinder wieder ihren Elternfamilien zuzuführen und für alle Kosten aufzukommen. Trotzdem wird weiterhin von 10.000 Kindern aus Bangladesch, dem Süden Indiens, dem Sudan und Äthiopien ausgegangen, die in den Golf-Staaten als Kamel-Jockeys eingesetzt werden. Der französische Anthropologe Malek Chebel, der sich für einen aufgeklärten, liberalen Islam einsetzt, fordert nach seinen Reisen in islamische Länder, dass gerade für die Golfregion genaue Forschungen zum Menschenhandel zu machen seien.
Während die meisten muslimischen Gelehrten der Gegenwart die Sklaverei ablehnen, gibt es einzelne, die sie verteidigen, wie zum Beispiel der saudi-arabische Scheich Saleh ibn-Fawzan, der Hauptautor der islamischen Lehrpläne für ca. 5 Millionen saudischer Schüler und Studenten (auch in saudi-arabischen Schulen weltweit). Er erklärte auf einem Tonband: „Sklaverei ist Teil des Islam“ und „Sklaverei ist Teil des Dschihad, und der Dschihad wird solange bleiben, wie es den Islam gibt“. Al-Fawzan, prominentes Mitglied im Höchsten Rat der Rechtsgelehrten (Ulema/Ulama), Saudi-Arabiens höchstem religiösen Gremium, gilt als besonders konservativ und lehnt jede Modernisierung ab.
In jüngster Zeit praktizierte der IS (Islamischer Staat) auf seinem Vormarsch seit dem Sommer 2014 im Nahen Osten die Sklaverei nicht nur wieder als alte muslimische Tradition, sondern rechtfertigte sie im Fall der Gefangennahme eines Teils einer größeren nicht-islamischen Bevölkerungsgruppe, der Jesiden, auch „in der Form einer traditionellen Rechtsauslegung“. In seinem Propagandamagazin „Dabiq“ (im Oktober 2014) erklärte der IS, dass sein „Ziel die kulturelle und religiöse Auslöschung der Identität der Jesiden ist“. Offensichtlich in Ermangelung islamischer Gelehrter hätten Scharia-Studenten die Jesiden nicht als ehemalige muslimische Sekte eingestuft, sondern als eine heidnische Religion aus vorislamischer Zeit, somit als Muschrik (Götzendiener, also eine abwertende Bezeichnung für Polytheisten). „Nach islamischem Recht sei man damit auch berechtigt, jesidische Frauen und Kinder zu versklaven.“
Der Artikel mit dem Titel „Die vorzeitige Wiedergeburt der Sklaverei“ führt weiter aus, dass man Frauen und Kinder unter den Kämpfern des islamischen Staates aufgeteilt habe, „nachdem ein Fünftel von ihnen der Regierung des Islamischen Staates als Steuer übergeben wurde. […] Insbesondere wird verteidigt, dass die Jesidinnen zu Sexsklavinnen gemacht würden: Anstatt fragwürdige Beziehungen mit Hausmädchen einzugehen, sei es besser, sich eine versklavte Sexkonkubine zu halten. Das sei wenigstens legal.“
Ein Beitrag in der Tageszeitung Die Welt nimmt an, dass es sich um bis zu 7.000 entführte Jesiden handeln könne: „Die Selbstbezichtigung von IS ist nun ein wichtiges Indiz dafür, dass die Terrormiliz den Versuch eines kulturellen Genozids an den Jesiden unternimmt.“